# 斉藤圭子
斉藤 圭子（さいとう けいこ、1965年3月24日 - ）は、日本の元女子サッカー選手。元サッカー日本女子代表。現役時代のポジションはゴールキーパー。

## 来歴
陽南レディースでプレー。高校時代まではバレーボール部に所属していたが、高校卒業後に中学時代の担任教師がコーチを務めていた陽南レディースにてゴールキーパーとしてサッカーを始める。サッカー日本女子代表では、1984年10月の中国遠征で選出された。この遠征で日本代表はイタリア代表とオーストラリア代表の2チームと計3試合戦った。斉藤は全3試合に出場したが、3試合とも敗れた。日本代表での出場はこの3試合の出場のみである。

## 代表歴
- 1984年10月17日 - A代表初出場 - イタリア戦

### 試合数
- 国際Aマッチ 3試合（1984）

| 日本代表 | 国際Aマッチ | 国際Aマッチ |
| 年       | 出場        | 得点        |
| -------- | ----------- | ----------- |
| 1984     | 3           | 0           |
| 通算     | 3           | 0           |

### 出場
| # | 開催日         | 開催地 | 会場 | 相手           | 結果 | 監督     | 大会     |
| - | -------------- | ------ | ---- | -------------- | ---- | -------- | -------- |
| 1 | 1984年10月17日 | 西安   |      | イタリア       | ●0-6 | 折井孝男 | 西安招待 |
| 2 | 1984年10月22日 | 西安   |      | オーストラリア | ●2-6 | 折井孝男 | 西安招待 |
| 3 | 1984年10月24日 | 西安   |      | イタリア       | ●1-5 | 折井孝男 | 西安招待 |